# Harihar
Harihar (en canarés: ಹರಿಹರ ) es una ciudad de la India en el distrito de Davanagere, estado de Karnataka.

## Geografía
Se encuentra a una altitud de 545 m s. n. m. a 281 km de la capital estatal, Bangalore, en la zona horaria UTC +5:30.

## Demografía
Según estimación 2011 contaba con una población de 77 304 habitantes.